# Heinrich Christian von Senckenberg

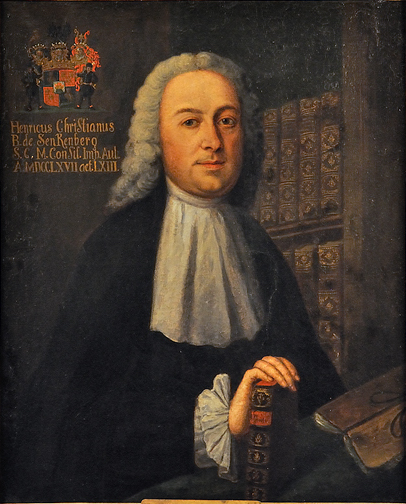
Heinrich Christian Freiherr von Senckenberg auf einem Porträt von 1767

Heinrich Christian Reichsfreiherr von Senckenberg (* 19. Oktober 1704 in Frankfurt am Main; † 30. Mai 1768 in Wien) war ein deutscher Jurist und Staatswissenschaftler.

## Leben und Werk
Heinrich Christian Senckenberg war der älteste Sohn des Frankfurter Stadtphysikus Johann Hartmann Senckenberg (1655–1730) und seiner zweiten Ehefrau Anna Margaretha geb. Raumburger (1682–1740). Er wurde im elterlichen Wohnhaus Zu den drei Hasen an der Ecke von Hasengasse und Töngesgasse geboren. Die Ehe seiner Eltern galt als unglücklich. Seine Mutter wird von den Biographen Georg Ludwig Kriegk und Rudolf Jung als Furie und Megäre geschildert, die auf ihre Söhne – neben Heinrich Christian noch dessen jüngere Brüder Johann Christian, Conrad Hieronymus (1709–1739) und Johann Erasmus – einen ungünstigen Einfluss ausübte, so dass sich alle drei zu Sonderlingen entwickelten.
Heinrich Christian wuchs überwiegend in Gießen bei Verwandten auf. 1719 bis 1724 studierte er dort Jurisprudenz und promovierte 1729 zum Dr. jur. 1729 ließ er sich als Advokat in Frankfurt nieder, 1730 trat er in den Dienst des Wild- und Rheingrafen Karl von Dhaun. 1736 erhielt er einen Ruf an die neugegründete Universität Göttingen als Professor der Rechtswissenschaft, wo er 1738 auch zum Dr. phil. promovierte.
1744 erwarb er das Bürgerrecht seiner Heimatstadt, wo er 1745 anlässlich der Kaiserkrönung von Franz I. zum Reichshofrat ernannt wurde. Er war der einzige Frankfurter, der jemals in dieses Amt berufen wurde.
Senckenberg übersiedelte nach Wien, wo er 1751 zum Reichsfreiherrn erhoben wurde und bis zu seinem Tode 1768 als engster Mitarbeiter des Reichsvizekanzlers galt. In den späteren Jahren kehrte er nur noch zweimal zu kurzen Besuchen nach Frankfurt zurück, 1754 anlässlich einer Kur in Schwalbach sowie 1764 zur Krönung Kaiser Joseph II., nahm jedoch weiterhin Anteil an der städtischen Politik. So setzte er sich 1746 für die Wahl seines jüngsten Bruders Johann Erasmus in den vom städtischen Patriziat dominierten Rat ein. Als Johann Erasmus später wegen Betrugs, Fälschung sowie wegen der Vergewaltigung seiner Haushälterin aus dem Rat verstoßen und vor Gericht gestellt werden sollte, bewahrte er ihn durch seinen Einfluss am kaiserlichen Hof vor der Verurteilung, da der Rat der Freien Reichsstadt wegen des Prozesses keinen Konflikt mit dem Kaiser riskieren wollte. Erst nach Heinrich Christians Tod wurde Johann Erasmus in Arrest genommen.
Senckenberg verfasste zahlreiche Schriften und Quellensammlungen zur Rechtsgeschichte, darunter Die monarchisch-demokratische Form des Römischen Reiches (1724), Selecta iuris et historiarum (Mehrere Bände, 1734 bis 1742), Corpus iuris feudalis Germanici (1740), Sammlung von ungedruckten und raren Schriften zur Erläuterung des Staates (4 Bände 1745 bis 1751) und die 1747 erschienene Sammlung der Reichsabschiede seit Konrad II.
1752 wurde er zum auswärtigen Mitglied der Göttinger Akademie der Wissenschaften gewählt. Seit 1760 war er auch auswärtiges Mitglied der Bayerischen Akademie der Wissenschaften.
Senckenberg war zweimal verheiratet. Aus der 1746 mit Sophie Elisabeth von Palm geschlossenen zweiten Ehe hatte er zwei Söhne, Renatus Karl von Senckenberg (1751–1800) und Carl Christian Heinrich von Senckenberg (1760–1842). Beide Söhne hinterließen keine Kinder, so dass mit dem Tode des jüngeren Sohnes 1842 die männliche Linie der Senckenbergs erlosch.

## Werke
- Abhandlung der wichtigen Lehre von der kayserlichen höchsten Gerichtbarkeit in Deutschland. Frankfurt am Main, 1760 (books.google.de).
- Corpus juris feudalis Germanici, Oder: Vollständige Sammlung derer Teutschen Gemeinen Lehens-Gesetze. 1740 (digitale-sammlungen.de).
- Disquisitio de feudis Brunsvicensibus et Luneburgicis. Schultze, Göttingen 1738.
- Corpus Juris Feudalis Germanici, Das ist: Sammlung derer Teutschen Lehen-Rechte und Gewohnheiten.  Frankfurt am Main, 1727 (digitale-sammlungen.de).
- Selecta iuris et historiarum tum anecdota tum iam edita, sed rariora. (dlc.mpg.de, Max-Planck-Instituts für Rechtsgeschichte und Rechtstheorie).
- Sammlung von ungedruckt- und raren Schriften 4 Bände Frankfurt am Main 1745–1751 Online-Auswahl bereitgestellt vom Max-Planck-Institut für Rechtsgeschichte und Rechtstheorie.
- Neue und vollständigere Sammlung der Reichs-Abschiede, Welche von den Zeiten Kayser Conrads des II.  bis jetzo herausgegeben von Johann Jakob Schmauß bei: Universitäts- und Landesbibliothek Sachsen-Anhalt
  - Teil 1 (1747) Theil derer Reichs-Abschiede, bis auf das Jahr 1494. Digitalisat
  - Teil 2 (1747) von dem Jahr 1495. bis auf das Jahr 1551. Digitalisat
  - Teil 3 (1747) von dem Jahr 1552. bis 1654.  Digitalisat
  - Teil 4 (1747)  Allgemeine Reichs-Gesetze bestehend in merkwürdigsten Reichsschlüssen Digitalisat

- Abhandlung der wichtigen Lehre von der kayserlichen höchsten Gerichtsbarkeit in Deutschland (1760) Digitalisat (MDZ)